# Die Yacht der sieben Sünden
Die Yacht der sieben Sünden ist ein deutscher Kriminalstummfilm aus dem Jahre 1928 des Ehepaars Jakob Fleck und Luise Fleck mit Brigitte Helm in der Hauptrolle. Die Geschichte basiert auf Paul Rosenhayns Roman „Die Yacht der sieben Sünden“ (1928).

## Handlung
Der Schiffsreeder Roberts, genannt „der Fremde“, veranstaltet mit seinem Luxusdampfer „Yoshiwara“ eine Weltreise. An Bord tummelt sich eine bunte Schar ominöser Passagiere: Millionäre und berühmte Künstler, aber auch Verbrecher. Ein finsterer Mädchenhändler sorgte für das weibliche Vergnügen, indem er Sängerinnen, Tänzerinnen und andere recht freizügige Dämchen auf das Schiff verbringen ließ. Der Manager des Reeders, Stefan Martini, wird kurz vor der Abfahrt auf rätselhafte Weise ermordet. Mehrere Personen werden verdächtigt, darunter auch der gutaussehende Kilian Gurlitt, der Bräutigam einer der Damen (Léonie Storm). Auch er gerät unter Mordverdacht und schmuggelt sich heimlich auf diese Yacht der sieben Sünden. 
Während der Fahrt spielen sich seltsame und aufregende Dinge ab. Die Verbrecher lassen ihre Masken fallen und stellen sich als reiche Nichtstuer heraus. Überall herrscht zügelloses Treiben und Orgien bestimmen den „Alltag“. Diebe, Falschspieler und die losen Mädchen zeigen ihr wahres Gesicht. Ein an Bord befindlicher Detektiv hat inzwischen alle Indizien gesammelt. Es ist ihm gelungen, den Mord an Martini aufzuklären. Die Täter werden von der Polizei, die mit ihren Booten die Yacht auf hoher See stoppen, um den Mädchenhändlerring hochgehen zu lassen, verhaftet. Als Mörderin wird eine der Tänzerinnen entlarvt.

## Produktionsnotizen
Die Yacht der sieben Sünden entstand im UFA-Filmatelier von Neubabelsberg und passierte die Zensur am 31. Mai 1928. Am 5. August desselben Jahres fand die Uraufführung in Berlins Gloria-Palast statt. Der Sechsakter mit einer Länge von 2212 Metern Länge erhielt Jugendverbot. 
Günther Stapenhorst übernahm die Produktionsleitung. Jacques Rotmil entwarf die Filmbauten.

## Kritiken
„Man hat der Durcharbeitung eines zwar kolportagemäßigen aber nichtsdestoweniger spannenden Sujets nicht die erforderliche Sorgfalt zugewendet , was zu unlogischen Stellen führt, woran auch die etwas sprunghafte Regieführung Anteil haben mag. Die Darstellung ist im allgemeinen gut, während die Helm im Hinblick auf die früheren Rollen etwas enttäuscht. Sehr sorgfältig ist hingegen die Aufmachung, die Photographie sauber. Trotz mancher Fehler immerhin ein guter Mittelfilm.“

Jahrzehnte später arbeitete die Neue Zürcher Zeitung noch einmal Brigitte Helms tragische Festlegung durch die UFA auf den Rollentypus des „männermordenden“ Vamps heraus. Hier war zu lesen: „Im späten Stummfilm verkörpert sie zumeist den gefühllosen Vamp, dessen makelloses Gesicht die Faszination einer Marmorstatue ausstrahlt. Die in der Retorte alchemistisch gezeugte «Alraune» (1927; 1930) zeigt sie als seelenlose Verführerin, die eine gute Projektionsfläche männlicher Phantasien, aber nur selten einen weiblichen Charakter darbietet. «Die Yacht der sieben Sünden», «Skandal in Baden-Baden» und selbst Marcel L'Herbiers «L'argent» (alle 1928) zeugen von dieser Festlegung.“